# Natação artística
A natação artística (chamada de nado sincronizado até julho de 2017) é um desporto híbrido que inclui conceitos da natação, da ginástica e da dança, consistindo aos nadadores (indivíduos, duetos, trios, equipes ou combos) executar uma rotina sincronizada de movimentos elaborados e dramáticos na água, acompanhada por uma música.
A natação sincronizada exige habilidades de primeira ordem na água ao exigir força, resistência, flexibilidade, benevolência, arte e o sincronismo preciso, sem mencionar o controle excepcional da respiração quando estiver de cabeça para baixo na água. Desenvolvido na década de 1900 no Canadá, é um desporto executado quase exclusivamente por mulheres, embora haja alguma participação de homens.
Este desporto é administrado e regulamentado pela Federação Internacional de Natação - FINA (em inglês: International Swimming Federation; em francês: Fédération Internationale de Natation).

## História

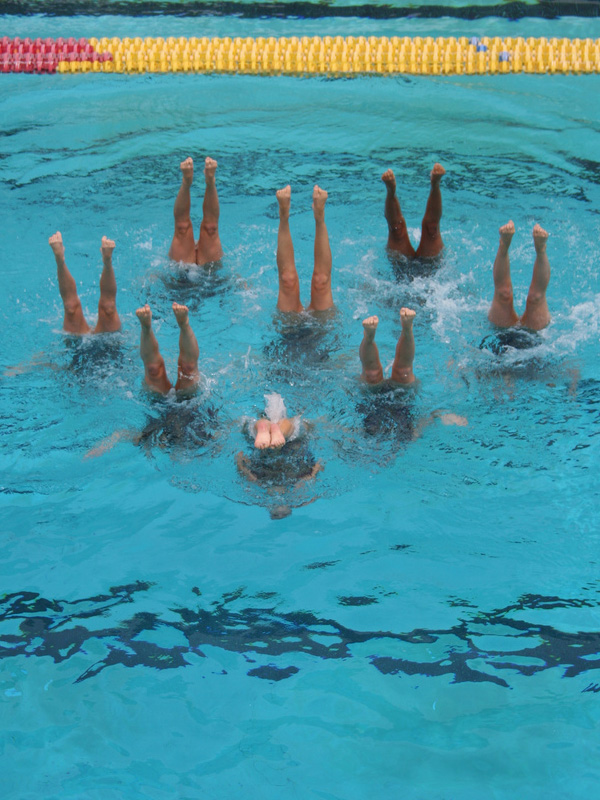
Nadadoras praticando nado sincronizado de cabeça para baixo.

A origem do nado sincronizado é um pouco incerta, acredita-se que ele tenha surgido de acrobacias simples na água e que com a evolução delas, teria originado o ballet aquático (um pequeno esboço do que hoje é chamado de nado sincronizado) essa modalidade dotada de extrema plasticidade de movimentos foi ganhando espaço, se aperfeiçoando, até se tornar um desporto oficial. O ballet aquático (como era chamado este desporto na época) era visto apenas nos intervalos de competições de natação.
Em 1891, o desporto começou a ser praticado por alemães durante uma disputa desportiva em Berlim. 
A primeira vez que se ouviu o nome oficial como sendo nado sincronizado foi em 1933, durante a Feira Mundial de Chicago. Neste evento, após uma apresentação dos alunos de Katherine Curtis, o nadador medalhista de ouro Norman Ross cunhou o termo "natação sincronizada".
Este desporto apareceu nas Olimpíadas pela primeira vez nos Jogos de 1952, sediados em Helsinque, como evento de demonstração (não ocorreram disputas de medalhas até 1968). O nado sincronizado passou a valer pódios na edição de 1984, celebrada em Los Angeles (fato este que ocorreu dois anos após o Comitê Olímpico Internacional ter inserido a modalidade no programa oficial).
Entretanto, foi nos Jogos Pan-Americanos de 1955 (celebrados na Cidade do México) que este desporto apareceu pela primeira vez em escala global. O nado sincronizado fez sua estreia no programa do Mundial de Desportos Aquáticos da FINA na edição de 1973, em Belgrado.
Extra-oficialmente, este desporto é também conhecido como "natação rítmica", "acrobacias aquáticas" e "natação sincronizada".

## Regras
Hoje, as regras e os movimentos do nado sincronizado não mudaram muito. O desporto é dividido em categorias, em idades, e níveis, de acordo com o tempo de prática do desporto, as quais se seguem abaixo.
- Infantil A: 11 e 12 anos.
- Infantil B: até 14 anos.
- Juvenil: 13 a 15 anos.
- Júnior: 16 a 18 anos.
- Sénior: acima dos 18 anos.

## Curiosidades
O nado sincronizado só começou a ser praticado de maneira desportiva em 1923, quando a norte-americana Kataryna Cortes organizou uma apresentação com suas alunas ao som da música “Peixes Antigos”. A modalidade ainda era conhecida como balé artístico na época, por sua semelhança gestual com a música.

### Prática no Brasil
Como no Brasil o número de atletas não é muito alto, a Confederação Brasileira de Desportos Aquáticos (CBDA) organizou que as atletas de último ano de uma categoria pode "pular" para a outra, possibilitando a atleta mais jovem de competir na categoria acima (propiciando amadurecimento na prática do desporto e confiança nas disputas em competições).